# سینسا-دونگ (ونپیئونگ)
سینسا-دونگ (ونپیئونگ) (به لاتین: Sinsa-dong) یک منطقهٔ مسکونی در کره جنوبی است که در ناحیه یونپیونگ واقع شده‌است.